# Fútbol RCN
Fútbol RCN (anteriormente como RCN Fútbol, Nuestro Fútbol RCN, Fútbolmanía RCN, RCN Colombia Grita Gol, Deportes RCN y La Ola RCN) es un programa de transmisión deportiva colombiana producido por Canal RCN.

## Historia
El bloque fue creado el 3 de febrero de 1993 con el nombre de «Fútbol RCN» por RCN Televisión, programadora que tenía los derechos de emisión de los partidos de la Primera División de Fútbol Colombiano, los cuales eran transmitidos por el Canal A. El relato de los eventos deportivos era realizado por Jairo Moncada y los comentarios de análisis hechos por Esteban Jaramillo. 
En 1999, un año después del lanzamiento de RCN Televisión como canal independiente, el bloque cambió de nombre a «Nuestro Fútbol RCN» y emitió los partidos de la Copa Libertadores 1999, Copa América Paraguay 1999, Copa Merconorte 1999, Copa Conmebol 1999 y Campeonato colombiano 1999.Los eventos eran narrados por Javier Fernández Franco y con Carlos Antonio Vélez como comentarista. 
Hasta 2002, RCN Televisión transmitió los partidos de la Primera División de fútbol, junto con Caracol Televisión. En 2003, ambos canales perdieron los derechos de transmisión para la temporada 2003 contra Canal Uno y Señal Colombia, que se quedaron con los derechos. Sin embargo, en ese mismo año, con la transmisión de la Copa Mundial de Fútbol Sub-17 de 2003 y la adquisición de los derechos para la temporada 2004, RCN Televisión renombra el bloque de programación como «Futbolmanía RCN». Para ese entonces, los relatos del bloque eran hechos por Jorge Eliécer Torres y Carlos Antonio Vélez. 
En 2008, empezó a transmitir la Eurocopa, y en 2015 empezó a emitir partidos de la Liga de campeones, la Liga de Europa, y la Supercopa de Europa hasta 2018.
En 2016 «Futbolmanía RCN» cambió de nombre a «Colombia Grita Gol», tras la salida del director Miguel Tulande y la llegada de Andrea Guerrero, con motivo de las transmisiones de la Copa América Centenario, la Eurocopa de aquel año y los Juegos Olímpicos de Río de Janeiro de ese año, contó con los derechos para emitir dos partidos semanales del fútbol colombiano de la Categoría Primera A hasta 2019. Transmitía, por lo general, los sábados y domingos a las 5:00 p.m.. 
En 2018 el bloque cambió de nombre a pasó a llamarse «Deportes RCN» y en 2022, cambió de nombre y para ser «La Ola RCN» y luego en 2023, retoma el nombre de «Fútbol RCN» cuando era programadora.
El 24 de marzo de 2023 transmite los partidos de la Selección de fútbol de Colombia como alternativa a Caracol Televisión desde que Canal RCN se lanzó como canal privado en 1998, obtuvo los derechos para transmisión de las clasificatorias para la Copa Mundial de Fútbol de 2026 con los partidos de la selección.

## Eventos transmitidos actualmente
- Partidos amistosos de la Selección Colombia (desde 2023)
- Eliminatorias de la Selección Colombia a la Copa Mundial de la FIFA (los demás partidos de las otras selecciones Sudamericanas son transmitidos dependiendo de la zona horaria de cada país), (desde 2023).
- Copa Mundial de la FIFA
- Copa Mundial Femenina de la FIFA
- Copa Mundial de Fútbol Sub-20 (en caso si la Selección sub-20 de Colombia clasifica al mundial)
- Copa Mundial de Fútbol Sub-17 (en caso si la Selección sub-17 de Colombia clasifica al mundial)
- Copa Mundial Sub-20 Femenina de la FIFA (en caso si la Selección sub-20 de Colombia clasifica al mundial)
- Copa Mundial Sub-17 Femenina de la FIFA (en caso si la Selección sub-17 de Colombia clasifica al mundial)
- Copa América
- Copa Mundial de Fútbol sala de la FIFA
- Torneo Preolímpico Sudamericano Sub-23 (desde 2024)
- Campeonato Sudamericano Sub-20
- Campeonato Sudamericano Sub-17
- Torneo masculino de fútbol en los Juegos olímpicos
- Torneo femenino de fútbol en los Juegos olímpicos

## Eventos transmitidos anteriormente
- Categoría Primera A (2 partidos por fecha) (hasta 2019-II)
- Copa FIFA Confederaciones (hasta el 2017)
- Eurocopa (hasta la Eurocopa 2016)
- Liga de Campeones de la UEFA 	(hasta la Liga de Campeones de la UEFA 2017–18)
- Liga Europa de la UEFA (hasta la Liga de Europa de la UEFA 2017-18)
- Copa Colombia (solamente en las finales)
- Copa Libertadores (hasta la Copa Libertadores 1999)

## Rostros del programa
| - Javier Fernández Franco - Eduardo Luis López - Luis Antonio Pazos - Juan José Mantilla - Carlos Antonio Vélez - Ricardo Henao - Gonzalo de Feliche - Carlos Salvador Bilardo (2001 y 2006) (invitado) (solamente para la Copa América Colombia 2001 y la Copa Mundial de Fútbol Alemania 2006 - Reinaldo Rueda (2004) (invitado) - Richard Páez (2004) (invitado) - Jose Luis Chilavert (2014) (invitado) (solamente para la Copa Mundial de Futbol Brasil 2014) - Jorge Valdano (2014) (invitado) (solamente para la Copa Mundial de Futbol Brasil 2014) - Faryd Mondragón (2016-2018) - Juan José Peláez (2021-presente) | - José Fernando Neira - Andrea Guerrero - Sheyla García - Susana Panesso |

## Rostros del programa anteriores
- Jairo Moncada (1993-2000)
- Esteban Jaramillo (1993-1998)
- Jaime Orlando Pulido (1993-1998)
- Marta Herrera (1994-1998)
- Rocky Vasquez (1996-2000)
- Germán Eduardo Kairuz (1993-2006)
- Carlos Zapata (1998-2001)
- Liliana Salazar (1998-2005)
- Henry "El Bocha" Jiménez (1999-2002)
- Edgar Perea † (2001-2002)
- Guillermo Alfonso Mejía (2002)
- Mario Aníbal (2002)
- Jorge Eliécer Torres (2002-2011)
- Paché Andrade (2002-2010)
- Pepe Garzón (2002-2015)
- Rey Mosquera (2004-2005)
- Marcelo Araújo (2005) (invitado)
- Alberto Martínez Prader † (2005) (invitado)
- Francisco Pacho Vélez (2006) (invitado)
- Juan Felipe Cadavid (2005-2020)
- Chalo González (2005-2010)
- Luis Carlos Escobar (2007-2012) (2016-2018)
- Ramiro Javier Dueñas (2007-2011)
- John Jairo Trujillo (2012-2016)
- Álvaro Malkun Salazar (2010) (invitado)
- Alberto Mercado Tapia (2015) (invitado)
- Óscar Restrepo Pérez (2010-2011)
- Carlos Giraldo Díaz (2005-2006)
- Daniel Pérez (2010-2013)
- William Vinasco (2011-2015)
- Adolfo Pérez (2011-2015)
- Jorge Andrés Bermúdez (2011-2017)
- Rafael Guerra Herazo (2015) (invitado)
- Luis Alfredo Hernández (2016)
- Lizet Durán (2016)
- Melissa Martínez (2011-2017)
- Eder Torres Rosas (2018)
- Antonio Casale (2016) (invitado)
- Nicolás Samper (2016) (invitado)
- Luis Carlos Escobar (2016-2017)
- Fernando Niembro (2017-2018; 2021)
- Campo Elías Terán Jr. (2016-2019)
- Sheyla García (2016-2019) (2024-presente)
- Eduardo Cifuentes (2019)
- Sebastián Araujo (2019)
- Samuel Vargas (2024)

## Transmisiones especiales
Fútbol RCN hace algunas transmisiones como los sorteos de las Eliminatorias Sudamericanas 2022, la Copa América y de los Mundiales de Fútbol (Masculino y Femenino) y de algunos partidos amistosos especiales.